# Mensaje de Chilbolton

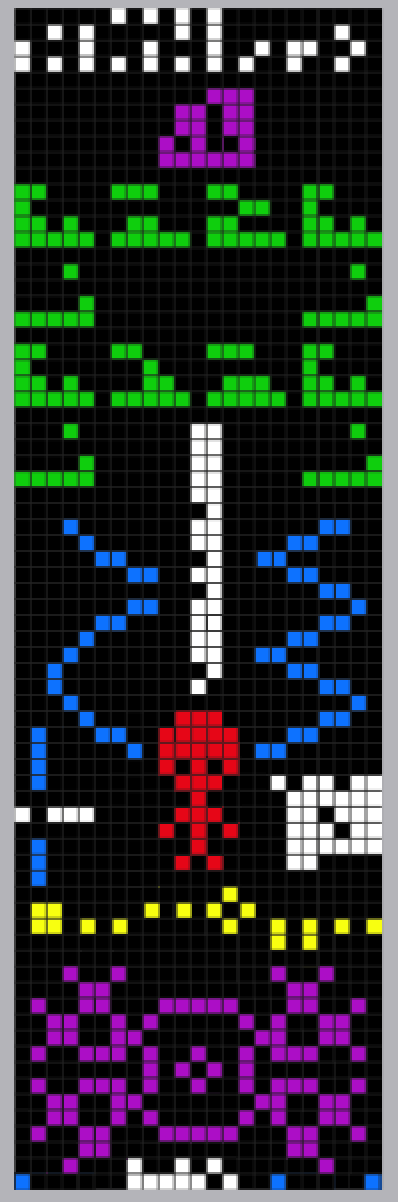
Esta es una demostración del mensaje con color añadido para resaltar sus partes. La transmisión binaria enviada desde Arecibo no contenía información de color.

El mensaje de Chilbolton es un agroglifo o impresión aparecido el 21 de agosto de 2001 en un campo de trigo contiguo al radiotelescopio de Chilbolton, en Hampshire (Reino Unido), compuesto a manera de contestación al mensaje de Arecibo que enviaron Carl Sagan y Frank Drake el 16 de noviembre de 1974.
Según los ufólogos (personas que estudian el fenómeno de los ovnis) el mensaje habría sido escrito por extraterrestres. Según otros habría sido producido por artistas anónimos, apuntando al personal científico que trabajaba en el radiotelescopio Low Frequency Array (LOFAR), en el Observatorio Chilbolton del Science and Technology Facilities Council, de Hampshire.
Aparecieron dos círculos en los cultivos. Uno de ellos era un rectángulo con el mismo código binario, pero con distinta información que la utilizada por Carl Sagan para el mensaje de Arecibo; el otro era un cuadrado con una imagen pixelada que parecía contener el rostro de un supuesto extraterrestre.

## Análisis de los dibujos
Para el análisis de los dibujos consideramos los siguientes puntos:
- El ser humano promedio fue remplazado por un ser de cabeza gigantesca, macrocéfalo, muy similar al estereotipo de los "grises" extraterrestres presentes en Hollywood.[1]
- En la indicación de los átomos que componen la vida sobre la Tierra (carbono, hidrógeno, oxígeno y nitrógeno), los dibujos agregaron el silicio.[1]
- Otra diferencia es una línea extra en el lado izquierdo del ADN de doble hélice y un cambio de nucleótidos del ADN en sí mismo (la línea central del gráfico).[1]
- También parece describir otro sistema solar: en el mensaje de Arecibo el ser humano estaba sobre el tercer planeta (la Tierra). En cambio en este mensaje se destacan el tercero, cuarto y quinto planeta, este úlitimo con sus lunas, y un sol más pequeño.[1]